# Harpo

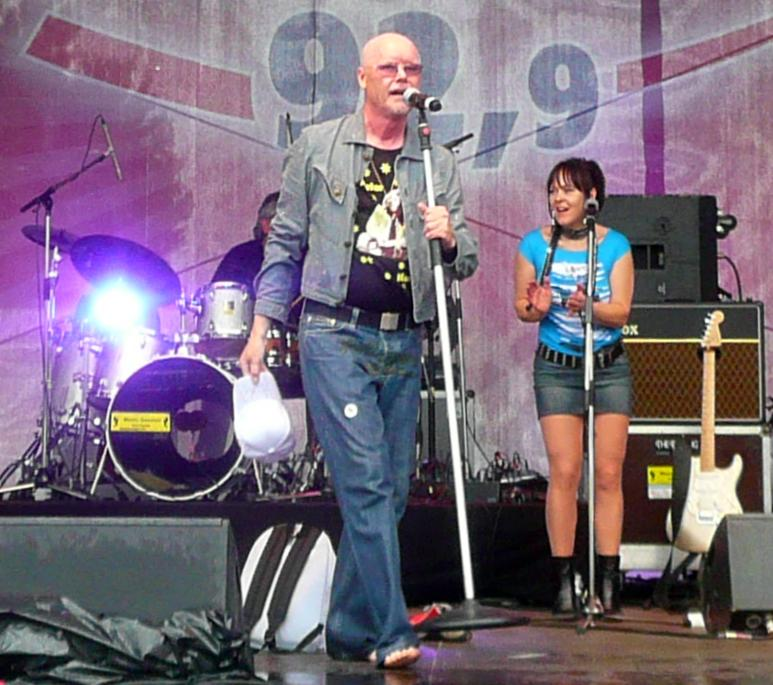
Harpo 2009

Harpo (Jan Svensson, n. 5 aprilie 1950, Brännkyrka parish⁠(d), Comitatul Stockholm, Suedia) este un cântăreț pop suedez. Numele său de scenă este un omagiu adus modelului său, comediantul american Harpo Marx. 

## Carieră
Harpo a devenit celebru în 1975 cu piesa sa, Moviestar. Piesa a devenit hitul verii, în Germania, în 1976. Cântărețul nu a  avut atunci contract cu compania de producție ABBA, așa cum este uneori scris, dar solista  de la ABBA, Anni-Frid Lyngstad a cântat vocea de fundal, în engleză și suedeză, pe versiunile din Moviestar. 
A urmat, în 1978, cu Motociclete Mama și Horoscope. El a scris singur toate melodiile. 
Din anii ’70 este căsătorit și locuiește la o fermă din Suedia, unde crește cai de curse. În 1977, Harpo a fost închis timp de patru săptămâni pentru refuzul serviciului militar. În 1980, a avut un accident grav în timpul unui antrenament de harnașament, care i-a provocat răni faciale grave. El a pierdut în mare parte posibilitatea de a vedea la ochiul drept. Apoi a suferit multiple intervenții chirurgicale cosmetice. De la sfârșitul anilor '90, Harpo apare și la televiziunea germană și la festivalurile Oldies, odată cu vechile sale hituri. 
Harpo umblă desculț și poartă ochelari de soare întunecați. Un alt semn distinctiv este un baston cu o sonerie pentru bicicletă. 
Cântărețul este angajat în protecția animalelor. 

## Discografie

### Albume
- 1974: Leul Leopardului
- 1975: Harpo & Banana Band
- 1975: Moviestar
- 1976: Harpo Smile
- 1977: The Hollywood Tapes
- 1978: Jan Banan (och hans flygande matta)
- 1979: Råck änd råll rätt å slätt
- 1981: Nebunul de ieri ...
- 1984: Hai să devenim romantici
- 1988: Harpo
- 1988: Londra
- 1990: Harpo Show - Hemliga låden
- 1992: Harpo (cu melodii în suedeză)
- 2005: Jan Harpo Svensson 05

### Compilații
- 1973: EMI: s Stjärnserie Vol. 2 - Låtar från Listorna (cu Lalla Hansson, Björn Skifs & Blåblus, Landslaget, New Strangers și Malta )
- 1977: 20 Harpo Hits (Club Edition)
- 1980: 20 Bästa
- 1991: Portrait of Harpo
- 1993: Moviestar Greatest Hits
- 1995: Samlade Hits
- 1996: Movie Star
- 1997: Harpo Hits (1973-1997)
- 1999: Premium Gold Collection
- 1999: The Very Best Of
- 2001: The Collection
- 2003: Klassiker

### Singles
- 1973: Honolulu
- 1973: Sayonora
- 1974: My Teenage Queen
- 1974: Baby Boomerang
- 1974: Teddy Love
- 1975: Moviestar
- 1975: Motorcycle Mama
- 1976: Horoscope
- 1976: Rock ’n’ Roll Clown
- 1976: Smile
- 1976: Beautiful Christmas
- 1977: In the Zum-Zum-Zummernight
- 1977: Som Ett ZomZom-Zommarbi (numai în Suedia)
- 1977: Television
- 1977: Dandy
- 1977: San Francisco Nights
- 1977: D. J.
- 1978: With a Girl Like You
- 1978: Ode to Johnny Rotten (ca Zeppo & Zepp-Zepps)
- 1978: Bianca
- 1979: Balladen om Stålmannen
- 1980: She Loves It Too!
- 1981: Yes I Do
- 1981: Rain and Thunder
- 1983: Light a Candle
- 1984: Party Girl
- 1985: Summer of 85
- 1986: On the Other Side of the Atlantic / På andra sidan Atlanten
- 1987: Movie Star / Motorcycle Mama
- 1987: Living Legends / Levande Legender
- 1987: Teargas
- 1988: London
- 1990: Moviestar '90
- 1991: Down at the Club
- 1992: Lycka (& Ted Gärdestad )
- 1994: Sounds Like Love
- 1997: Moviestar (Promo, la campania publicitară a Nissan )
- 1997: Christmas
- 1999: Sayonora (1999 Remix)
- 2000: Honolulu
- 2001: Love Is Just a Game
- 2005: 05 (ca Jan Harpo Svensson)
- 2005: DumDumDum (cu Jan Harpo Svensson)
- 2005: Har Ar Ängarnar (cu Jan Harpo Svensson)
- 2007: Superworld
- 2007: Picknick
- 2008: That’s All Right (Harpo cântă Holly)
- 2008: Elvis Presley Boulevard  (doar radio)
- 2012: London 2012 (numai pentru descărcare)
- 2015: Vägra vara
- 2015: Julefrid
- 2019: TheNewYorkBallad